# Konsorcjum Web3D
Konsorcjum Web3D (ang. Web3D Consortium) jest przemysłowym konsorcjum non-profit finansowanym ze składek członkowskich, którego celem jest definiowanie i projektowanie VRML i X3D, otwartych standardów formatów plików Web3D wolnych od opłat koncesyjnych.
Projektowanie formatu graficznego 3D dla potrzeb internetu ewoluowało z Virtual Reality Modeling Language (VRML) do Extensible 3D (X3D). Przez ostatnie pięć lat korzystanie z grafiki renderowanej w czasie rzeczywistym i technologii sieci, a zwłaszcza pojawienie się XML (Extensible Markup Language), miało duży wpływ na zaprojektowanie zatwierdzonego przez ISO, swobodnie dostępnego otwartego standardu X3D.